# عزت شاهی
عزت‌الله مطهری (با نام تولد: عزت‌الله شاهی؛ زادهٔ  ۱۳۲۵) که با نام عزت شاهی شناخته می‌شود، از مخالفان حکومت پهلوی بود که پس از دستگیری به ۱۵ سال حبس محکوم شد و در جریان انقلاب اسلامی در سال ۱۳۵۷ از زندان آزاد شد.

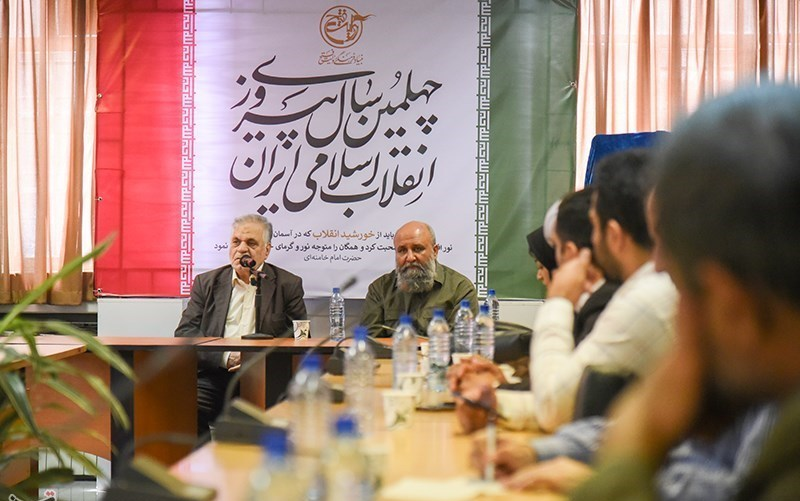
عزت شاهی در کنار مسعود نجابتی در مراسم رونمایی از نشان چهلمین سال پیروزی انقلاب اسلامی در سال ۱۳۹۷

## زندگی
عزت شاهی در ۱۳۲۵ در خوانسار به دنیا آمد. کودکی را در خانواده‌ای فقیر و مذهبی گذراند. او ابتدا به کار در یک کوره پرداخت و سپس با اتمام تحصیلات در مقطع ششم ابتدایی قدیم، به تهران عزیمت کرد و در بازار شاگردی نمود. از طریق رابطه با هیئت‌های مؤتلفه اسلامی فعالیت سیاسی خود را شروع کرد. سپس در پایه‌گذاری جبهه آزادی‌بخش ملی ایران و برهم زدن بازی فوتبال ایران و اسرائیل در ورزشگاه امجدیه (در سال ۱۳۴۵) مشارکت نمود. او دفتر هواپیمایی اسرائیل (ال عال) را منفجر کرد. در ادامه به دنبال یافتن جایگاه حقیقی خود در حرکت مسلحانه و قهرآمیز است، چند صباحی با سازمان حزب‌الله همکاری و سرانجام به سازمان مجاهدین خلق پیوست. او در عملیاتهای بسیاری چون انفجار بمب در هتل عباسی و ترور ناموفق شعبان جعفری شرکت کرد و بالاخره ساواک او را گرفتار می‌کند.

## دستگیری
پس از همکاری وحید افراخته از سران سازمان مجاهدین خلق، ساواک به تمامی فعالیت‌های او پی می‌برد و به زندان کمیته مشترک ضدخرابکاری منتقل می‌شود.
در جریان تعقیب و گریز و بعد از اصابت چند گلوله دستگیر شد. به دنبال مجروحیت وی شش ماه در بیمارستان بستری شد.
با پیروزی انقلاب ایران (۱۳۵۷) در ۲۲ بهمن ۱۳۵۷ به عضویت در کمیته انقلاب اسلامی درآمد اما پس از چند سال به علت اختلاف نظر با برخی مسئولان وقت کمیته، از کار در کمیته کناره‌گیری نمود و از آن زمان به بعد هیچ مسئولیت دولتی نداشته است.
وی در همان سال‌های آغازین انقلاب ۱۳۵۷ ایران، نام فامیل خود را از «شاهی» به «مطهری» تغییر داد. تندیس او در موزه عبرت ایران ساخته شده است. وی پس از انقلاب در جلسات محاکمه برخی از افسران ساواک مشارکت داشت.

## کتاب خاطرات عزت شاهی
کتاب خاطرات عزت شاهی توسط انتشارات سوره مهر با تحقیق و تدوین محسن کاظمی به چاپ رسیده است. این کتاب در مدت کوتاهی چند بار چاپ شد.